# 浅古弘
浅古 弘（あさこ ひろし、1947年11月19日 - ）は、日本の法学者（日本法史・日本法制史）。早稲田大学名誉教授（早稲田大学法学学術院）。

## 来歴・人物
1947年東京都品川区生まれ。1966年東京都立小山台高等学校卒業。1971年早稲田大学法学部卒業。1978年早稲田大学大学院法学研究科博士課程中退。
その後、早稲田大学・明治大学・立教大学の兼任講師や国立国会図書館立法考査局調査員、1990年東京法律専門学校嘱託講師などを経て、1992年早稲田大学法学部講師、1994年早稲田大学法学部助教授、1995-1998年ハーバード・ロー・スクール（en:Harvard Law School）EALS（東アジア法研究所）客員研究員、1999年早稲田大学法学部教授、2001年早稲田大学東アジア法研究所長。2004年4月より2018年3月まで早稲田大学大学院法務研究科教授。2018年より国立台湾大学法律学院客座教授。

## 研究テーマ
- 日本における裁判の近代化
- 政府の記録管理と公開

## 在外研究等
- ハーバード・ロー・スクール東アジア法研究所（EALS）客員研究員
- ハーバード大学ライシャワー日本研究所客員研究員

## 著書・論文等
- 『刑法審査修正関係諸案』（早稲田大学比較法研究所）
- 『近代日本法律司法年表』（第一法規出版）
- 「京都裁判所の設置」（『明治前期の法と裁判』信山社）
- 「記録管理の現状と法的諸問題」（レファレンス541）
- 「裁判の歴史1・2・3」（法学教室280-282）

## 所属学会
- 法制史学会 （理事 、2004年- 、国内 ）
- アジア学会 （国外）
- 全米アーキビスト協会 （国外）